# バトルフィールドV
『バトルフィールドV』（バトルフィールドファイブ、英：Battlefield V）は、エレクトロニック・アーツより2018年11月20日に世界同時発売されたコンピュータゲームソフト。略称は『BFV』『BF5』。対応プラットフォームはPlayStation 4、PlayStation 5、Xbox One、Microsoft Windows。
バトルフィールドシリーズとしては通算13作目となり、第二次世界大戦を題材にしたファーストパーソン・シューティングゲーム。

## 概要
2008年に発売された『バトルフィールド1943』以来10年ぶりに第二次世界大戦を題材にした作品になる。10年間でゲーム技術が更に進歩し、新たな描画エンジンが使用可能になったことで、原点である第二次世界大戦を題材にしたらどうなるだろうか？というところが起点となった。また、従来のバトルフィールドシリーズでは描かれなかった場面も登場する。マルチプレイにはシリーズで初めてバトルロイヤルモードが導入された。
前作までは『バトルフィールド3』、『バトルフィールド4』、『バトルフィールド1』などアラビア数字だったのに対し、本作ではローマ数字の『バトルフィールドV』と表記する。これは第二次大戦時にウィンストン・チャーチルの演説で普及した「V for Victory」キャンペーンに由来する。タイトルの「V」は「ファイブ」と読み、公式YouTubeチャンネルやTwitterなどで「5」と表記される場合もある。
当初は2018年10月19日に配信される予定であったが、コアとなるゲームプレイにいくつかの最終調整を行うためとして11月20日に延期された。PC版に光線などを計算し、反射描画を著しく向上させる「DXRリアルタイム・レイトレーシング」が実装された。ただしこの機能を使用するとPCへの負荷が増し、フレームレートは大幅に低下する。
2020年4月23日、夏の大型アップデートを最後に新規コンテンツの追加を終了することを発表した。

## シングルプレイ

### キャンペーン
前作『バトルフィールド1』と同様に、「大戦の書（War Story）」と呼ばれるエピソード構成が導入されている。プロローグを含む4つのストーリーが発売時からプレイすることができ、本作で導入された無料DLCであるタイド・オブ・ウォーにより、ストーリーが追加される。ストーリー「最後の虎」は、2018年12月5日に配信された。なお、冒頭にバトルフィールド1の「鋼鉄の嵐」の最後のシーンが流れたことやこれを模した銅像がムービーに登場することから、ストーリー上はバトルフィールド1とのつながりがあると思われる。また、今作でのストーリーの最大の特徴は、前作では協商国のみのストーリであったが、今作では枢軸国であるドイツ軍兵士のストーリーが登場することを始め、これまで第二次世界大戦を扱った数々の作品であまり取り上げられてこなかった、いわゆるマイナーな戦いや出来事にフォーカスが置かれていることである。
プロローグ（Prologue）
シングルプレイにおける導入部分であり、前作『BF1』での第一次世界大戦の終結と1939年の第二次世界大戦開戦から始まり、1940年の連合軍によるノルウェー・ナルヴィク強襲、1941年の北アフリカ戦線におけるドイツ軍戦車部隊の戦車戦、1942年のチュニジアでの自由フランス軍セネガル人部隊の戦い、1943年のハンブルク上空におけるドイツ空軍のドイツ本土防空戦、そして1944年のマーケット・ガーデン作戦におけるナイメーヘンの鉄橋での戦いと、大戦の時系列を追いつつ、次々と操作する兵士・戦場・陣営が入れ替わりながらチュートリアルが進行する。
製品版での名称は「Prologue」だが、発売前のPVなどでは「My Country Calling」と題されていた。

旗なき戦い（Under No Flag）
舞台は1942年の北アフリカ。強盗や爆発物使用などの罪で収監されたイギリス人ビリー・ブリジャーは、無罪放免を条件にイギリス海兵隊特殊舟艇部隊への配属を部隊長のメイスンに持ち掛けられ、北アフリカにあるドイツ軍の飛行場での航空機の爆破任務に参加する。

北極光（Nordlys）
1943年、ノルウェー・テレマルクの雪深い山中に存在するドイツの重水生産工場を破壊すべく、イギリス軍の支援を受けたレジスタンスのソルヴェーグとその母親アストリッドが堅牢な警戒網を掻い潜り工場内へと潜入する。
ドイツの原子爆弾開発を阻止するためのイギリスによるノルスク・ハイドロ重水工場破壊工作（ガンナーサイド作戦）がモチーフとなっている。

ティライユール（Tirailleur）
1944年秋の南仏におけるドラグーン作戦に参加するためセネガル人の志願兵ディーム・シセは、自由フランス軍のティライユール（歩兵隊）に配属される。植民地兵の活躍は期待されておらず冷遇されるが、フランス軍が制圧に失敗した拠点の奪取に成功する。部隊はその勢いでドイツの精鋭降下猟兵が守る内陸部の強固な防衛線へと攻め入る。
数々の活躍にもかかわらず差別的な扱いにより歴史から消された黒人部隊（ティライユール・セネガレ）を描いたエピソードであり、老齢となったディームが大戦中の話を回想する形で物語が進行している。

最後の虎（The Last Tiger）
1945年3月、終戦間近のドイツラインラント地方の都市ケルンでティーガーIの車長ペーター・ミューラーは新兵ハートマンとシュローダーを受領し、攻勢強めるアメリカ軍の迎撃準備をする。ハートマンは恐怖に震える一方で、シュローダーはナチス・ドイツに命を捧げんとする青年であった。
ペーターは己の祖国を信じ、「ステファン」の愛称を持つティーガー237号車を発進させ、市内へ侵入する米機甲師団と対峙する。
バトルフィールドシリーズのシングルプレイにおいては珍しく枢軸国側の視点で描かれるエピソードである。

### 登場人物
旗なき戦い
ビリー・ブリジャー（Billy Bridger）
「旗なき戦い」の主人公。犯罪者として悪名高い父アーサーと同じく重犯罪者であり、二人で銀行強盗や放火などの破壊行為を繰り返していたが、ある日強盗に失敗し父に見捨てられたことから投獄される。しかし、イギリス軍の将校メイソンによりビリーの爆発物に関する技術を買われ、釈放と引き換えに特殊舟艇部隊に徴集されることとなる。

ジョージ・メイソン（George Mason）
特殊舟艇部隊の部隊長。ドイツに対する隠密破壊工作においてビリーの技術が有用であると判断し、彼と取引して自分の部隊に引き入れる。
北極光
ソルヴェーグ・フィア・ビヨルンスタッド（Solveig Fia Bjørnstad）
「北極光」の主人公。ノルウェーで活動するレジスタンスに所属する18歳の少女でドイツのノルウェー侵攻以降、母のアストリッドとともにイギリスの特殊作戦執行部と連携しながらレジスタンスとして活動している。重水プラントの破壊と捕縛されたアストリッドを奪還するため単身ゲリラ戦を展開する。

アストリッド・ビヨルンスタッド（Astrid Bjørnstad）
ソルヴェーグの母親であり、彼女と同じくレジスタンスに所属している。リューカンの重水プラントで技術者として潜入していたが、ドイツ軍将校のウィーバーにその正体を見破られ、技術者であったために処刑は免れたものの拘束され、厳しい尋問を受ける。

ウィーバー（Weber）
リューカンの重水工場を管理するドイツ国防軍将校。階級は中尉。幼少期にノルウェーで育った影響で流暢なノルウェー語を話し、祖国ドイツに忠誠を誓う一方でノルウェーの自然を愛している。
重水工場に潜入していたレジスタンスを処刑するが、アストリッドだけは重水製造に不可欠な技術者であると認識していたため殺害はせずに尋問を行う。重水の製造と原子爆弾開発に執心する悪役として描かれるが、連合国によるドイツへの核攻撃から祖国と彼の家族を守るための行動であることが語られている。
ティライユール
ディーム・シセ（Deme Cisse）
「ティライユール」の主人公でありフランス植民地兵部隊に所属するセネガル人兵士。南フランスでの作戦のため、戦争で活躍することを夢見てアフリカから派遣されるが、フランス本国人からの差別により当初は後方での雑用を命ぜられ、戦況が悪化したことにより前線へと駆り出される。
望んでいた戦闘では、差別に対する反発から植民地兵が勇敢であることを示すために奮闘し、ついにドイツ軍の拠点制圧に成功する。

イドリッサ（Idrissa）
フランス植民地兵部隊の黒人兵士。ディームとは旧知の仲で、セネガル本国に妻子がいる。戦闘で活躍したいディームとは対照的に早く戦争が終わり無事に母国へ帰還することを望んでいる。
最後の虎
ペーター・マチアス・ミューラー（Peter Mathias Müller）
「最後の虎」の主人公。ドイツ国防軍ティーガーI重戦車・237号車（愛称はステファン）の車長。かつては北アフリカ戦線にてイギリスの機甲部隊を相手に戦うなど戦車戦に関しては百戦錬磨の経歴を持つ。「団結こそ力」を信念に、大戦末期のケルンで絶望的な防衛戦に挑む。
祖国に対して忠実である一方で、戦意高揚のための歪曲されたプロパガンダや憲兵による逃亡兵の粛清には否定的であり、国の行く末を憂いている。

ケルツ（Kertz）
ステファンの操縦手。ペーターとは1941年のトブルク包囲戦からの長い付き合い。ケルンでの戦いにおいてはドイツの敗戦を悟りながら自嘲的に戦闘へと臨んでおり、愛国者を自負するシュローダーを毛嫌いしている。

シュローダー（Schröder）
ステファンの砲手としてペーターの部下となった少年兵。好戦的で狂信的なナチス崇拝者であり、逃亡兵を粛清する憲兵に対して嬉々として敬礼したり、ハートマンが役立たずであり死んでも痛手にならないと発言したりと偏向した思想に染まった人物として描かれている。

ハートマン（Hartman）
シュローダーと同じく、ケルンでの戦いにてペーターの下に装填手として配属された新兵。シュローダーとは対照的に臆病な性格であり、頻繁にミスやパニックを引き起こしては彼に馬鹿にされている。
ロケット弾攻撃によりステファンが損傷した際に進路偵察を命令され、恐る恐る車外に出るが突如現れたアメリカ軍との戦闘に巻き込まれ行方不明となる。

## マルチプレイ

### 前作からの変更点と新システム
- 消耗戦システムの導入

前作までのバトルフィールドシリーズと異なり、個人の弾薬の所持がかなり制限された。出撃時には携帯できる全ての量の弾薬を携帯せずにプレイヤーがダウン時に落としたり、援護兵から補給される弾薬袋や援護兵の弾薬箱、マップ内に点在する補給所などで補給が可能となった。またビークルの弾薬も前作までのシステムを一掃し、所持数を有限とし、修理施設での補給のみとした。
- ゲームモード「グランド・オペレーション」の追加

前作『BF1』に登場したゲームモード「オペレーション」を大規模に発展させた新たなゲームモード。1ラウンドを1日とし、最大4日間の作戦日に渡って各ラウンドを異なるルールで対戦する。専用のゲームモードである「エアボーン」「ファイナルスタンド」、また、「ブレークスルー」（『BF1』の「オペレーション」）や拠点が全て占領された状態で始まる「戦略コンクエスト」（これまでの作品でいう「コンクエストアサルト」）を含む。
- スポットシステムの仕様変更

従来のスポットシステムでは、スポットされた敵の位置表示が画面上やマップで確認でき、味方との共有が容易であった。今作では、スポットするためのボタン連打が不可能となり、任意の場所にピンを表示することで、敵の最後の居場所を同じ分隊員にのみ共有することができる。これまでのようなスポットは、敵に制圧効果を与えることや、特定の兵科でガジェットを使用することなどにより可能となる。
- 分隊蘇生機能の追加

前作までは回復専門の兵科が、専用ガジェットを持ってアクションを起こすことで蘇生出来たが今作では同じ分隊内ならば兵科を問わず蘇生が可能。また、衛生兵(看護兵)も専用ガジェット必要無くなり、蘇生対象に向けてアクションを起こせば簡単に蘇生出来る。
・「フォーティフィケーション」システムの導入
本作で初めて導入されたシステムであり、土嚢を積んで遮蔽物を構築したり、固定機関銃や戦車土めやバリケード、鉄条網によって敵の進軍を妨げたりすることができる。これまでの作品では、マップ上のあらゆるオブジェクトが破壊されるばかりで、ゲームが長期化すると隠れる場所や遮蔽物が少なくなることが問題となっていた。しかし、新たにオブジェクトを設置することにより、様々な形の防衛戦を構築でき、進軍の際には固定観念にとらわれない対策・発想が必要となる。
- 支援要請システムの導入

分隊長のみが行えるアクションであり、分隊員がキルを取ったり、拠点の攻撃や防衛などと言った分隊行動をすることによって貯まる分隊ポイントを消費し、物資が補給できるサプライドロップのほか、方面支援砲撃や戦車、ロケット（JB-2ロケット、V-1ロケット）など、様々な支援を要請できる。
- 「中隊」システムの導入

銃器やビークルのスキンだけでなく、キャラクターの性別や顔、服装がカスタマイズできる。カスタマイズするためのアイテムは、ゲーム内通貨の消費や任務を達成することで入手できる。また、前作『BF1』で廃止となった武器などの性能面でのカスタマイズについては、「専門技能」として選択できるようになった。各武器にツリーが設定されており、ランク到達やゲーム内通貨の消費によってリロード速度の向上や反動抑制など、性能のアップグレードが望める。
- 「コンバットロール」システムの導入

各兵科ごとに特徴を持ったコンバットロールがいくつか付与され、プレイヤーはプレイ時に自分のプレイスタイルに応じてコンバットロールを選択出来るようになった。
- プレミアムパス・拡張パックの廃止

後述のダウンロードコンテンツを参照。
- エリート兵科・巨大兵器の廃止

エリート兵科、巨大兵器が廃止されたが、その代わりとして、「Devastation」「Iwo Jima」「Wake Island」「Pacific storm」「Solomon Islands」及び「Operation Underground」において、火炎放射器・軍刀がマップの各所に配置されるようになった。また、巨大兵器に関しては上記の支援要請システムより火炎放射器付き戦車や38糎突撃臼砲、多連装ロケット砲戦車、支援砲撃、ロケットなどが要請できる。 

### 兵科
本作に登場する兵科は、突撃兵、衛生兵、援護兵、斥候兵の4つ。基本的には『BF1』と同じ兵科が用意されている。
突撃兵（Assault）
主な武装はアサルトライフルまたはセミオートライフル。また刺突爆雷やPIATなどの対戦車兵器を携帯できるのでほかの兵科では太刀打ちできない戦車や飛行機などに対抗できる。対人にもグレネードランチャーや吸着爆弾などで有利に立てる。

衛生兵（Medic）
主な武装はサブマシンガン。前述の通り、本作では兵科を問わず分隊員を蘇生できるが、注射器を使用することで他の兵科よりも早く蘇生できる。ガジェットには医療キットとスモークグレネードランチャーが含まれる。医療キットには味方か自分の体力を回復させることができる。スモークは危険区域で倒れた味方の蘇生や敵の射撃の妨害などに有効。

援護兵（Support）
主な武装は軽機関銃や中機関銃、ショットガン。ガジェットには弾薬、対戦車榴弾ピストルや対戦車地雷、刺突爆雷がある。弾薬袋または箱は味方に弾薬を配ることができる。弾薬袋はプレイヤーが配って回るのに対し、弾薬箱は破壊されるか新しいのを設置しない限り永久にその地点で弾薬補給ができ、ガジェットの補給ができる。対戦車地雷と刺突爆雷は車両に効果的。
前述のフォーティフィケーションシステムについて、兵科共通ガジェット「ツールボックス」を使用してオブジェクトを構築できるが、援護兵で使用した場合は他の兵科よりも早く構築できる。また、援護兵のみでしか構築できないオブジェクト(十年式や重機関銃、野砲など)も存在する。

斥候兵（Recon）
主な武装は対物ライフルやボルトアクションライフルまたは自動式ライフル。ガジェットにはフレアやスコープ、対人地雷。フレアやスコープは敵のスポットをし、味方を有利にさせる。対人地雷は単体の威力は低いが、敵にダメージを与えるだけでなく侵入の探知にも有効である。

### ゲームルール
コンクエスト
『バトルフィールド』シリーズに共通して収録されているゲームモード。2つの陣営に分かれ、複数ある拠点を確保することが目的。相手チームよりも多くの拠点を制圧していると相手チームのチケットが減少し、最終的にチケットが0になったチームが敗北となる。チケットは敵をキルすることでも減少させることができる。最大64人（32対32）で対戦可能。前作『BF1』ではチケットが増加するシステムが採用され、一定数に届いたチームが勝利となっていたが、本作で再びチケットが減少する仕様に戻った。またビークルが登場するステージではビークル出撃枠を持つ拠点も存在し、確保することでさらにビークルが使用可能となる。

チームデスマッチ
『バトルフィールド』シリーズに共通して収録されているゲームモード。2チームに分かれ、マップの一部分を切り取った小マップで行われる。敵に倒されるとチームのチケットが減るが、蘇生することによってそれを阻止することができる。先に相手のチケットを0にするか、制限時間が終わった時により多くのチケットが残ってていた方の勝利となる。

ドミネーション
主に3つの拠点を巡って争う。コンクエストでは兵士の死亡もチケット減少に関わっていたがドミネーションではフラッグ制圧においてのみチケットが減少する。コンクエストより拠点の制圧速度が速い。また、陣営ごとの出撃地点の区別がなく、全兵士同じ地点から出撃する。

フロントライン
マップ上に巨大な拠点が一列に並んでおり、中央の拠点から順に一つずつ拠点を奪い合う。一つ奪取する(される)毎に、次に奪い合う拠点が敵陣(自陣)に近づく。全ての拠点を占拠すると攻撃チャンスとなり、敵陣にいくつかある目標(大型火砲や爆撃を要請できる無線機など)を時限爆弾で全て破壊する事でバトルに勝利出来る。攻撃チャンスは一定時間経過するか、攻撃側の兵士が一定数死亡すると終了となり、もう一回敵陣に一番近い拠点を取り合うことになる。また攻撃チャンス中、防衛側は目標を使って敵を攻撃する事が出来る。また攻撃側が仕掛けた時限爆弾は爆破前なら解除することができる。

グランド・オペレーション
前述の前作からの変更点と新システムを参照。
エアボーン
主にグランド・オペレーション1日目に行われる。攻撃側と防衛側に分かれて攻撃側はまず輸送機から降下し、マップに落ちている爆弾を拾い、火砲へ設置・爆破することが目的。全ての火砲を爆破すると勝利となる。防衛側は攻撃側の進軍を防ぎ、敵を倒しチケットを0にすれば勝利。また、攻撃側の輸送機は対空砲などで破壊することができる。ちなみに火砲も撃つことができる。
ファイナルスタンド
グランドオペレーション4日目においてそれまでの3日目で決着がつかなかったときのみ行われる。リスポーン不可能なモードでマップを少しずつ縮小させていき、どちらかのチームが全滅するまで戦うというバトル・ロワイアルに似たゲームモード。

ブレークスルー
攻撃側と防衛側の2つの陣営により争う。攻撃側は限られた出撃回数内に全ての拠点を制圧すると勝利となり、防衛側は相手の出撃回数を0にするか制限時間が0になったときに拠点が無事だと勝利となる。攻撃側が防衛側の区画をひとつ制圧する度に出撃回数が一定数回復する。ステージによって回復量は大きく変化する。

ラッシュ
ブレークスルーの制圧目標が火砲や通信装置に変わったモード。ブレークスルーと違い、出撃回数が少ないが、拠点制圧で全回復する。またブレークスルーは、一度確保されても再確保出来るが、このモードでは一度破壊されると取り返したりすることが出来ない。

分隊コンクエスト
通常のコンクエストよりも小規模マップと少ない人数で争う、ドミネーションのようなコンクエスト。

ファイアストーム
今作初めてバトルフィールドシリーズに導入されたバトルロイヤルゲーム。Criterion Gamesと共同で開発された。ソロ、スクアッドの2つのモードをプレイでき、兵士はマップ上で武器を探し最後まで生き残る。他のバトルロイヤルと異なるのはビークルの存在。格納庫の内部にあったり支援要請を利用してビークルを使うことができるが弾薬と燃料は制限されている。

アウトポスト
拠点に電波塔を建てて新兵を募集するモード。新兵を先に一定数確保したチームの勝利。新兵の増加速度は電波塔の数とレベルによって決まる。電波塔は工具で建設(アップグレード)でき、援護兵は建設速度が他兵科の倍になる。また敵の電波塔は破壊する事ができ、電波塔に行き時限爆弾を仕掛けるか、戦車砲弾などで攻撃する事で破壊できる。時限爆弾は爆破までに時間がかかり、敵に解除される危険があり、電波塔の下へ向かわなければならないが、電波塔のレベルに関係なく一発で破壊できる。また自チームが劣勢だと時限爆弾が早く爆発するようになる。爆発物で破壊する場合、遠距離から破壊出来るが、電波塔のレベルが高いと破壊に時間がかかる。

戦略コンクエスト
Wake Islandのコンクエストのみのモードで、日本軍は目標を全占拠した状態から始まる代わりに本拠地が無く、米軍よりも残りチケットが少ないモード。前作のコンクエスト・アサルトに相当する。

### 練習モード
練習場（Practice Range）
「Hamada」のマップを縮小した演習場。オープンレンジによる射撃訓練や飛行機、戦車などのビークル操作の練習、ガジェット訓練のほか、ミニゲーム形式の射撃訓練も複数存在する。

### 協力プレイモード (Co-op)
コンバインド・アームズ（Combined Arms）

## マップ
| 太平洋          | ベルギー     | フランス      | オランダ    | 北アフリカ         | ノルウェー      | ギリシャ | ドイツ                |
| --------------- | ------------ | ------------- | ----------- | ------------------ | --------------- | -------- | --------------------- |
| Iwo Jima        | Panzer Storm | Twisted Steel | Rotterdam   | Hamada             | Narvik          | Mercury  | Operation Underground |
| Wake Island     |              | Arras         | Devastation | Aerodrome          | Fjell 652       | Marita   |                       |
| Pacific Storm   |              | Provence      |             | Al Sundan          | Lofoten Islands |          |                       |
| Solomon Islands |              |               |             | Al Marj Encampment |                 |          |                       |

### 基本マップ
Twisted Steel
フランスのスヘルデ川河畔の湿地帯を貫く破壊された巨大な鉄橋を巡り、ドイツ軍とイギリス軍が戦闘を展開する。川をまたいで東西に伸びる鉄橋とその周囲の湿地や農家などが主戦場となる。沼の上は車両でも走行できるが、川は走行できない。
マップ名「Twisted Steel」の由来ともなっている鉄橋のモデルはナイメーヘンに存在し、マーケット・ガーデン作戦の舞台となったものでバトルフィールド・シリーズ過去最大の建造物とされる。このマップは史実を題材にしたものではないが、1940年のベルギーとフランスの国境地帯、スヘルデ川（エスコー川）での戦いが意識されている。

Arras
フランス北部の都市アラス近郊の田園地帯でイギリス軍とドイツの機甲部隊が衝突する。集落を中心に広大な麦畑が広がっており、視界が開けているため戦車をはじめとする車両による戦闘が繰り広げられる。
「Twisted Steel」と共に、イギリス軍のヨーロッパ撤退へとつながるフランスの陥落を描いた西部戦線のマップの1つで、1940年5月に起きたアラスの戦いがモチーフであり、その戦いでは連合軍が英仏海峡方面へと進撃するドイツ軍に反撃を仕掛けた。

Rotterdam
1940年5月、ドイツの侵攻を受けたオランダ・ロッテルダムにおいてイギリス軍が頑強に抵抗する。小高い建築物が立ち並ぶ市街戦マップであり、狭い路地や建物の内部での接近戦や鉄道橋と高架下の道路、あるいは運河越しの銃撃戦など中距離での戦闘も勃発しやすい。市内を縦断する運河によりエリアが大きく2つに分かれており、車両は大回りするか橋を渡るかの2つのルートしか無い。
オランダ侵攻におけるロッテルダム爆撃以前の初期の戦いを基にしたマップであり、実際の地形とは90度東に回転しているがマース川に面した一帯がモデルとなっており、実在するウィッテハイスやウィレム橋などが再現されている。

Devastation
ドイツによる降伏勧告に応じず、猛烈な爆撃を受けて灰燼に帰したロッテルダムの市街地を舞台に再度都市の占領を試みるドイツ軍と抵抗するイギリス軍とが対峙する。爆撃直後のロッテルダム市街のマップであり、ロッテルダム・ラウレンス教会を中心に荒廃した街区が広がる。廃墟化した鉄道駅や図書館、大聖堂などで歩兵戦が展開される。
ロッテルダム爆撃後のロッテルダムであり、舞台を同じくする「Rotterdam」より北（作中における西側）の地帯がモデルとなっている。

Hamada
1941年、ドイツ軍に占領された北アフリカのトブルクを解放すべくイギリスはエジプト・ハルファヤ峠においてバトルアクス作戦を発動させる。
本作発売時点においては最大規模のマップで、荒涼とした白い砂漠と高地に古代の遺跡や野営地などが点在しており、航空機、装甲車、偵察車両などビークルが主体となりやすい。
「Hamada（حمادة）」とはアラビア語で岩石砂漠を意味する。

Aerodrome
1942年11月のリビアのトブルクにほど近い砂漠地帯に存在するドイツアフリカ軍団の飛行場に打撃を与えるためイギリス軍が基地を強襲する。
東西に長いマップであり、西側にイギリス、東側にドイツの陣営が存在するため飛行場や兵舎といった拠点はドイツ軍側に集中している。
1942年から1943年にかけてのリビアにおけるドイツ軍の拠点に対するイギリス軍の一連の攻撃がモチーフとなっており、「砂漠の狐」と称されるエルヴィン・ロンメルに率いられたドイツ軍はリビアで西へと撤退を余儀なくされ、その後の攻撃を通して降伏することになる。

Narvik
1940年5月、ドイツの支配下にあるノルウェー中部の山間に位置する港町ナルヴィクへ連合軍が空挺降下により奪取を試みる。
マップ北側の山脈と南側のフィヨルドに挟まれた港湾地帯が舞台であり、戦闘により破壊された町や鉄道拠点、港が存在する。グランドオペレーション「ノルウェーの陥落」における第1日目及び第2日目の舞台であり、そのうち1日目は夜間のマップになっている。また「Fjell 652」とは地理的に繋がっている。
1940年のノルウェーの戦いにおけるナルヴィクの戦いをモチーフにしたマップ。

Fjell 652
ナルヴィクでの戦いにおける連合軍の攻勢によりドイツ軍はナルヴィク東部の652高地へ後退した。極寒の山頂を舞台にドイツ軍は最後の抵抗を行う。
ナルヴィク港を見下ろす山岳地帯の山頂及び尾根一帯のマップであり、ほとんどの拠点が急峻な斜面や岩場に点在しているため車両は出現せず、コンクエストでは唯一ビークル枠が航空機のみとなっており、最大で11機の航空機が飛び交うこととなる。
「Narvik」と同じくノルウェーの戦いをモチーフにした2つ目のマップ。なお、史実におけるナルヴィクの戦いではドイツ軍は連合軍を退けており、本マップのような戦闘は実際には勃発していない。
「Fjell」はノルウェー語で「山」の意。

### 追加マップ
Panzerstorm
1940年春、ドイツ軍の進撃によりベルギー・アニュー郊外の農村地帯が戦火に見舞われる。
追加DLCのチャプター2「電撃の洗礼」において実装されたマップ。連合軍陣地から枢軸軍陣地に向かって低くなっていく様な地形になっており、「Arras」に似た平野上マップであるが建物などの遮蔽物はより少なく、コンクエストではマップ名の通り、装甲車両の最大リスポーン数が本作最多の20台であり、大規模な機甲戦が展開される。
モチーフは1940年のアニューの戦いであり、実際にはドイツに対してフランス、ベルギー、イギリス、オランダが交戦しているが作中ではアメリカ軍が戦っている。

Mercury
ドイツによるギリシャ侵攻により本土を陥落させたのち、ドイツ軍はメルクール作戦を発動し未だイギリス軍が残存する地中海のクレタ島へ空挺降下を実行する。
チャプター3「炎の試練」で追加された海に面した白い街並みが特徴的な集落と温暖な浜辺が舞台のマップ。ドイツ軍包囲下という歴史的な背景を踏まえ、コンクエストにおけるビークルのリスポーン数が陣営によって異なり、ドイツ側は航空機が多く、イギリス側は戦車のリスポーン数が多い。
1941年5月20日から6月1日にかけて行われたクレタ島の戦いがモチーフとなっている。マップタイトルの「Mercury」は、この戦いにおけるドイツ側作戦名の「Merkur（メルクール）」に因む。

Marita
ドイツのギリシャ本土侵攻の最中、劣勢に立たされる連合軍はピンドス山脈の小さな町でドイツの進撃を阻止せんと迎撃する。
カラマス川のほとり、山腹の斜面に築かれた石造りの町で、所々高台となっており高低差が特徴的なマップである。
「Marita」は1941年4月6日に始まったギリシャ本土への侵攻作戦マリータ作戦に由来している。当初のプレスリリース等では1940年11月のElaia-Kalamasの戦いを題材としていると発表されていたが、後の公式情報では1941年のギリシャの戦いの一部として設定が改められている。

Al Sundan
1942年のチュニジアの砂漠地帯に存在するドイツ軍の拠点を叩くためアメリカ軍が攻勢に出る。
シングルプレイの「旗なき戦い」中の「Behind Enemy Lins」で使われたマップ。飛行場やレーダーサイト、村が点在する。
「Al Sundan」はアラビア語で金床を意味する。

Lofoten Islands
1941年、ドイツ占領下のノルウェー・ロフォーテン諸島では爆薬の原料となる魚油の生産が行われており、これを妨害するためイギリス軍のブリティッシュ・コマンドスによる破壊工作が進行する。
ノルウェー海上に浮かぶ小島が舞台で、マップ内には数軒の民家と漁業用倉庫などが存在する。
史実におけるクレイモア作戦に基づいており、ロフォーテン諸島で作られていた油はドイツに運ばれ、グリセリンが取り出されて爆薬の原料となっていた。

Provence
1944年のドラグーン作戦によりフランス南部から内陸部へと進攻したアメリカ軍はプロバンスを確保するためこの地を守るドイツ軍と衝突する。
「Arras」や「Panzerstorm」に似た平野マップであり、北側にプロバンスの市街地で歩兵戦が繰り広げられ、その南側は広大な農地での戦車戦が展開されている。
2019年8月にリリースされた時点では、1943年の占領下フランスを舞台にイギリス空軍コマンドーと、その支援を受けたレジスタンスとドイツ軍の戦いを描いたものとされていたが、2020年の夏アップデートでのマップ刷新時にドイツとアメリカの戦いに変更された。

Operation Underground
大戦末期1945年の春、ドイツ都市部の地下鉄構内で侵入してきたイギリス軍部隊とドイツ軍が激しく衝突する。
シリーズでも人気のマップ「Operation Métro」にインスパイアされたマップであり、非常に入り組んだ地下鉄駅構内と地上で戦闘が展開される。「Operation Métro」は横に一直線に伸びた構造であることでマップの中間に位置する拠点で両陣営が正面衝突する展開が多く見られたが、本マップは地下鉄コンコースのほかに資材倉庫や掘削中のトンネルなど東西南北に通路が張り巡らされているため、抜け道から側面攻撃することができ、より入り乱れた戦闘が繰り広げられる。
過去作のリビルドマップであるため歴史的な出来事には基づいておらず、ロケーションもドイツの架空の都市となっているが、モチーフはハンブルクにおけるドイツ本土への侵攻作戦である。　

Iwo Jima
1945年2月19日、日本軍が絶対国防圏として強固に守る硫黄島に対し、アメリカ軍による大規模上陸作戦が実行される。
硫黄島の南西部が舞台となっており、南側に米軍が上陸した海岸、西に摺鉢山、東に千鳥飛行場が存在し、それぞれの拠点間には砲座や塹壕が構築されている。摺鉢山の内部は坑道が築かれており、ブレークスルーの後半では坑道内での接近戦が展開される。
太平洋戦争末期の硫黄島の戦い(デタッチメント作戦)がモデルであり、硫黄島の地形も概ね再現が成されている。

Wake Island
北太平洋に位置する日本占領下のウェーク島を奪還すべく、アメリカ軍が攻勢を仕掛ける。
バトルフィールドシリーズの黎明期より幾度もリメイクされてきた人気マップであり、蹄鉄状の細く湾曲した地形が特徴的。
史実におけるウェーク島は1941年の太平洋戦争開戦直後にウェーク島の戦いにより日本が掌握し、終戦まで日本占領下にあったため、本作では米軍による架空の島の奪還作戦が描かれている。

Pacific Storm
1944年、アメリカ軍は中部太平洋を席巻する日本軍を各個撃破すべくマーシャル諸島の日本軍の拠点に対し攻撃を行う。
東西に細々と散らばる島嶼部が戦闘の舞台となる。アメリカ側陣営は南東の海上の揚陸艦であり、日本軍の本拠地はマップ西端の飛行場となっている。
『BF4』に登場したマップ「Paracel Storm」のリメイクマップであり、時間経過で激しい嵐が吹き荒れる。

Solomon Islands
ソロモン諸島のうっそうと茂るジャングルを舞台に進攻してきたアメリカ軍と待ち受ける日本軍とが島を巡る戦闘を繰り広げる。
複数の島と入り江によって構成されたマップで、マップの西半分は建設途中の兵舎や村などがある一方、東半分はほとんどジャングルに覆われており、視界が制限されているため突発的な戦闘が起きやすい。
具体的な時期は明示されていないがソロモン諸島をモチーフに構成されており、DLCのチャプター6「ジャングルの中へ」で追加された。

Al Marj Encampment
ドイツ軍支配下のリビア北東部マルジュを舞台にこの街を奪還せんとアメリカ軍が野営地を襲撃する。
2020年夏アップデートで追加された歩兵戦主体のマップ。乾燥した峡谷や町、オアシスが存在する。マップ東側の町では街路が狭いため近接戦闘が繰り広げられる。

## 火器
| アサルトライフル | セミオートライフル | サブマシンガン   | ボルトアクションカービン | 軽機関銃（LMG）  | 中機関銃（MMG） | ショットガン    | ボルトアクションライフル | 自動式ライフル   | 対物ライフル    | ピストルカービン |
| ---------------- | ------------------ | ---------------- | ------------------------ | ---------------- | --------------- | --------------- | ------------------------ | ---------------- | --------------- | ---------------- |
| Sturmgewehr 1-5  | Gewehr 43          | STEN             | Commando Carbine         | KE7              | MG 34           | 12g Automatic   | Lee-Enfield No.4 Mk I    | Model 8          | Boys AT Rifle   | P08 Carbine      |
| M1907 SF         | M1A1 Carbine       | Suomi KP/-31     | M28 con Tromboncino      | Bren Gun         | MG 42           | M30 Drilling    | Gewehr M95/30            | ZH-29            | Panzerbüchse 39 | Trench Carbine   |
| StG 44           | Turner SMLE        | MP40             | Jungle Carbine           | Lewis Gun        | VGO             | M1897           | Krag-Jørgensen           | RSC              |                 |                  |
| Ribeyrolles 1918 | Selbstlader 1916   | MP28             |                          | FG-42            | M1922 MG        | Model 37        | Kar98k                   | Selbstlader 1906 |                 |                  |
| Breda M1935 PG   | Gewehr 1-5         | EMP              |                          | LS/26            | S2-200          | Sjögren shotgun | ROSS RIFLE MK III        |                  |                 |                  |
| M2 Carbine       | Ag m/42            | MP34             |                          | Chauchat         | M1919A6         |                 | 九九式有坂銃             |                  |                 |                  |
|                  | MAS 44             | M1928A1          |                          | Madsen MG        |                 |                 | K31/43                   |                  |                 |                  |
|                  | Karabin 1938M      | ZK-383           |                          | BAR M1918A2      |                 |                 |                          |                  |                 |                  |
|                  | M1 Garand          | MAB 38           |                          | 九七式機関銃     |                 |                 |                          |                  |                 |                  |
|                  | M1941 Johnson      | 一〇〇式         |                          | 十一年式軽機関銃 |                 |                 |                          |                  |                 |                  |
|                  | M3 Infrared        | M3 Grease Gun    |                          |                  |                 |                 |                          |                  |                 |                  |
|                  |                    | 試製一型機関短銃 |                          |                  |                 |                 |                          |                  |                 |                  |
|                  |                    | Welgun           |                          |                  |                 |                 |                          |                  |                 |                  |

| ハンドガン              | バトルピックアップ | 格闘武器                 |
| ----------------------- | ------------------ | ------------------------ |
| P38 Pistol              | 軍刀               | スカウトナイフM1916      |
| Ruby                    | M2火炎放射器       | 手斧                     |
| Welrod                  |                    | EWGサバイバルナイフ      |
| M1911                   |                    | 棍棒                     |
| P08 Pistol              |                    | つるはし                 |
| Repetierpistole M1912   |                    | スコップ                 |
| Mk VI Revolver          |                    | イギリス軍ジャックナイフ |
| Liberator               |                    | ククリ刀                 |
| Model 27                |                    | クップクップ             |
| PPK                     |                    | クリケットバット         |
| 九四式                  |                    | ソルヴェーグのナイフ     |
| M1911(サプレッサー付き) |                    | 割れたボトル             |
| PPKS                    |                    | コンバットナイフ         |
|                         |                    | ドイツ海軍タガー         |
|                         |                    | イギリス海軍ダガー       |
|                         |                    | ポニャード               |
|                         |                    | 操縦桿                   |
|                         |                    | コマンドー・マシェット   |
|                         |                    | バルブ付きパイプ         |
|                         |                    | 兜割                     |
|                         |                    | K98（銃剣）              |
|                         |                    | 非常用斧                 |
|                         |                    | イルゼのピックアックス   |
|                         |                    | ナックルダスター         |
|                         |                    | 獅子頭の剣               |
|                         |                    | ゴールデン・イーグル     |

各兵科限定ガシェット
| 突撃兵               | 衛生兵 | 援護兵 | 斥候兵         |
| -------------------- | ------ | ------ | -------------- |
| パンツァーファウスト | 医療袋 | 弾薬袋 | 索敵スコープ   |
| PIAT                 | 医療箱 | 弾薬箱 | フレアガン     |
| M1A1 バズーカ        |        |        | ドッペルシュス |
| フリーガーファウスト |        |        |                |

| 突撃兵                   | 衛生兵                     | 援護兵             | 斥候兵              |
| ------------------------ | -------------------------- | ------------------ | ------------------- |
| 吸着ダイナマイト         | グレネードライフル(発煙) - | 対戦車地雷         | 対人地雷            |
| 対戦車地雷               | 対人地雷                   | 対戦車擲弾ピストル | 出撃ビーコン        |
| グレネードライフル(破片) |                            | 対人地雷           | 狙撃手デコイ        |
| 刺突爆雷                 |                            | カンプピストル     | RMN50ライフルフラグ |
| 火炎放射ピストル         |                            | 刺突爆雷           |                     |
|                          |                            | 成形炸薬           |                     |

| 突撃兵             | 衛生兵             | 援護兵             | 斥候兵                  |
| ------------------ | ------------------ | ------------------ | ----------------------- |
| 破片手榴弾         | 破片手榴弾         | 焼夷手榴弾         | 破片手榴弾              |
| 焼夷手榴弾         | 発煙弾             | 衝撃手榴弾         | スローイングナイフ/苦無 |
| 対戦車結束爆弾     | 焼夷手榴弾         | 吸着手榴弾         | 発煙弾                  |
| 破壊用手榴弾       | 破壊用手榴弾       | 破壊用手榴弾       | 破壊用手榴弾            |
| 九九式破甲爆雷     | 九九式破甲爆雷     | 九九式破甲爆雷     | 九九式破甲爆雷          |
| ファイアクラッカー | ファイアクラッカー | ファイアクラッカー | ファイアクラッカー      |

## 兵器

### 連合軍

#### イギリス
| 戦車                                   | 航空機                 |
| -------------------------------------- | ---------------------- |
| バレンタイン MK VIII                   | スピットファイア MK VA |
| スタッグハウンド T17E1                 | スピットファイア MK VB |
| チャーチル MK VII                      | ブレニム MK I          |
| バレンタイン対空MK I                   | ブレニム MK IF         |
| チャーチル・ガンキャリア               | モスキート MK II       |
| バレンタイン・アーチャー               | モスキートFB MK VI     |
| T48 GMC（分隊長支援）                  |                        |
| チャーチル・クロコダイル（分隊長支援） |                        |

#### アメリカ
| 戦車                       | 航空機         |
| -------------------------- | -------------- |
| シャーマン                 | コルセアF4U-1A |
| LVT                        | コルセアF4U-1C |
| M8グレイハウンド           | A-20爆撃機     |
| T34 カリオペ（分隊長支援） | P-70夜間戦闘機 |
|                            | P-51D戦闘機    |
|                            | P-51K戦闘機    |

### 枢軸軍

#### ドイツ
| 戦車                                 | 航空機           |
| ------------------------------------ | ---------------- |
| IV号戦車                             | BF 109 G-2       |
| 38T戦車                              | BF 109 G-6       |
| ティーガーI                          | Ju-88 A          |
| IV号対空戦車                         | Ju-88 C          |
| IV号突撃砲                           | シュトゥーカ B-1 |
| SD.KFZ 251 PAKワーゲン（分隊長支援） | シュトゥーカ B-2 |
| SdKfz 234プーマ                      |                  |
| シュトルムティーガー（分隊長支援）   |                  |

#### 日本
| 戦車                         | 航空機               |
| ---------------------------- | -------------------- |
| 九七式中戦車                 | 零式艦上戦闘機ニ一型 |
| 特二式内火艇カミ             | 零式艦上戦闘機五二型 |
| 九七式中戦車GS（分隊長支援） |                      |

### 固定兵器
マップ中に配置されている兵器。陣営関係なく誰でも利用でき、援護兵のツールボックスや輸送車による牽引で設置できるものもあり、自分が置きたい場所に固定兵器を設置することができるようになった。
- FlaK 38
- 40mm対空砲
- PaK 40
- 6ポンド砲
- 十年式 - 航空機、地上目標に有効な高角砲。
- 固定MG34
- ヴィッカース
- M2重機関銃
- 九三式重機関銃

### 輸送車両
各拠点や自軍拠点にあり、陣営関係なく利用可能。武装がないものもあるが敵歩兵と接触するとロードキルとなる。トラックなどは一番席が運転席。2番席が車内車載機関銃。3番席が前方重機関銃。4番席が後方重機関銃。ただし3番席と4番席は身体を外に出すため、攻撃される危険がある(車内に身を隠す事は可能)。
- キューベルワーゲン
- ケッテンクラート
- M3
- SD.KFZ 251 ハーフトラック
- ユニバーサル・キャリア
- GPW
- 九五式小型乗用車
- LCVP
- ディンギー
- C-47
- トラクター
- 試作ヘリコプター
- ピックアップトラック
- シュビムワーゲン
- スポーツカー
- 士官用車

### ロケット
一定の分隊ポイントを貯めることで要請可能なミサイル。着弾地点にいる敵は建物内や物陰に隠れていてもキルされる。また、爆発範囲が広く、着弾地点より外にいる敵にもダメージが入り、歩兵であれば敵味方関係なく爆風で吹き飛ばされる。
- JB-2ロケット
- V-1ロケット
- キ147ロケット

## ダウンロードコンテンツ
前作まで存在した様々な特典を受けることができるプレミアムパスや拡張パックが本作では廃止され、タイド・オブ・ウォー（Tides of War）として、全プレイヤーに対して無料のアップデートおよび、コンテンツ拡充が行われる。配信は数ヵ月ごとに行われ、テーマに基づいた新たな装備やスキンだけでなく、ゲームモードやマップなどの追加も含まれる。
- チャプター1：序曲（OVERTURE）
- チャプター2：電撃の洗礼（LIGHTNING STRIKES）
- チャプター3：炎の試練（TRIAL BY FIRE）
- チャプター4：逆境を超えて（DEFYING THE ODDS）
- チャプター5：太平洋の戦い（WAR IN THE PACIFIC）
- チャプター6：ジャングルの中へ（INTO THE JUNGLE）

## 評価

### プレリリース
製品版発売前に公開された予告トレイラーに対し、バトルフィールドシリーズのファンからは、歴史的な正確さと信憑性の欠如から多くの反対の声が上がった。特定の武器や補装具、ボディアートの使用など、その時代では非常に珍しく、異様なものであるとして苦情が寄せられた。
また、ゲーム内の女性の描写、特に、前線の戦闘に参加せず、主に脇役に追いやられていたイギリスの女性の登場に、一部のファンは不満を感じていた。評論家たちは、イギリスの女性が最前線にいることは滅多にないと認めながらも、第二次世界大戦中、複数の国から女性兵士が戦闘に参加した事実を強調した。同時に、バトルフィールドシリーズのこれまでの作品も、完全なる現実的な戦争の描写とは見なされないとした。また、反対の原因が歴史的な正確さに対する心配よりもむしろ、ミソジニーによるものであると示唆した。
これらの反対の声に応える形で、エグゼクティブ・プロデューサーであるAleksander Grøndalは自身のTwitterにおいて、制作チームは「現実性よりも楽しさを大切にしている」と発言。DICEのゼネラルマネージャーであるOskar GabrielsonもTwitterにおいて、「プレイヤーの選択の自由と女性のプレイアブルキャラクターは残す」「スタジオとしての私たちの義務は、包括的で多様的なゲームを作るために、私たちができることすべてを尽くすこと。私たちは常に限界を押し広げ、予期しない経験を提供するよう努めた。」とした。EAのチーフ・クリエイティブ・オフィサー（CCO）Patrick Söderlundは、ゲームスペースの多様化への非難に開発者は興味が無いと述べた。その上で、「それを理解できない人たちには2つの選択肢がある。それを受け入れるか、ゲームを購入しないかのどちらかだ。」「どちらを選択しても構わない」と発言。開発チーム自身が『BFV』への女性の登場を強く求めたと続けた。
この発言をした
Patrick Söderlundは本作の発売前に退社し、売り上げも(発売一週間後にPS4及びPCの各デジタルストアにて半額セールを行ったにもかかわらず)予測より100万本少ない結果となった。
9月、製品版の配信が1ヶ月遅れることが発表された後の公式配信において、DICEは、キャラクターカスタマイズをダイヤルバックし、「ゲームの信頼性を高める」計画をしていることが明らかになった。

### 海外メディアの評価
レビューアグリゲータのMetacriticによると『BFV』は、PCとXbox Oneのバージョンで"Generally favorable reviews"（5段階の上から2番目、それぞれ82点と80点）、PlayStation 4バージョンでは"Mixed or average reviews"（5段階の3番目、74点）の評価を受けた。
Game Informer（アメリカの月刊ビデオゲーム雑誌）では評価を8/10とし、「最終的な評価は、今後リリースされる協力プレイモードのコンバインド・アームズ、バトルロワイヤルモードであるファイアストームの成功と失敗、そして、DICEが継続的に魅力的なコンテンツを提供できるかどうかによって決まる」としている。GamesRadar+では3.5/5の星を付け、ゲームプレイを称賛しながらも、オンラインのマルチプレイヤーを批判しながら「第一次世界大戦を扱った前作ほど劇的な変化ではなく、また、本作の熟慮された設計は、模擬的なサンドボックスとしての強みを際立たせている」としている。